# 达尔尼
达尔尼（法語：Dargnies，法語發音：[daʁɲi]）是法国上法蘭西大區索姆省的一个市镇，属于阿布维尔区。

## 地理
达尔尼（50°2'30"N, 1°31'32"E）面积3.67 平方千米，位于法国上法蘭西大區索姆省，该省份为法国北部沿海省份，北起加来海峡省和北部省，西接滨海塞纳省和大西洋英吉利海峡，南至瓦兹省，东临埃纳省。
与达尔尼接壤的市镇（或旧市镇、城区）包括：万库尔、伊藏格雷梅尔、博尚、布雷勒河畔布万库尔、昂布勒维尔、弗雷塞讷维尔。
达尔尼的时区为UTC+01:00、UTC+02:00（夏令时）。

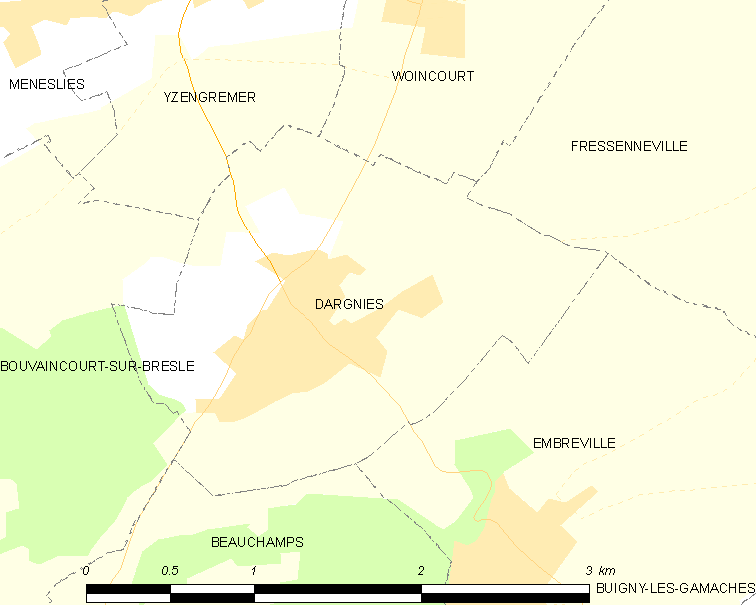
达尔尼的OSM定位图

## 行政
达尔尼的邮政编码为80570，INSEE市镇编码为80235。

## 政治
达尔尼所属的省级选区为加马什县。

## 人口

1962-2008年间达尔尼人口变化图示

达尔尼于2022年1月1日时的人口数量为1150人。